# The Last of England – Verlorene Utopien
The Last of England – Verlorene Utopien ist ein britischer Film aus dem Jahr 1987.

## Inhalt und Form
Benannt ist der Film nach dem gleichnamigen Gemälde des Präraffaeliten Ford Madox Brown. Mit der experimentellen Arbeit drückte Derek Jarman seine persönliche Sichtweise der Situation in Großbritannien Mitte der 1980er Jahre aus. Der Film beschreibt den Niedergang der englischen Kultur und spiegelt auch Ereignisse in Jarmans eigenem Leben wider.
Der Film besitzt keine durchgehende Handlung, sondern besteht vielmehr aus einer Abfolge von unabhängigen Szenen, die im Wesentlichen nur durch ihre Bildsprache miteinander verbunden sind. Jarman selbst verglich den Film mit einem Buch, in dem es bei jedem Umblättern neue Wendungen gibt und keine traditionelle Geschichte erzählt wird. Der Film wechselt ständig zwischen Aufnahmen in Schwarzweiß und in Farbe. Außerdem fügt Jarman immer wieder sehr kurze Filmsegmente von privaten Familienszenen ein, die sein Vater und Großvater gemacht haben.
Die Anfangsszene besteht aus wechselnden Einstellungen von Jarman selbst, der in sein Tagebuch schreibt, und einem jungen Mann Spring, der mit richtigem Namen Mark Adley heißt. Spring spritzt sich zuerst Drogen, danach stapft er durch einen Hinterhof davon. Während dieser ersten Einstellungen beginnt Nigel Terry aus dem Off zu sprechen. Anschließend sieht man Spring, wie er Sex mit einer lebensgroßen Replik von Caravaggios Gemälde Amor Vincit Omnia hat. Eine andere Szene des Films zeigt einen Maskierten in einer schwarzen Uniform und einen anderen jungen Mann beim Sex auf dem Union Jack.
Der Film endet mit der grotesken Darstellung einer Hochzeit: Braut (gespielt von Tilda Swinton) und Bräutigam sind auf dem Weg zur Trauung durch ein verfallenes Lagerhaus. Begleitet werden die beiden von einer Gruppe bärtiger Männer in Kleidern und mit Perücken. Ein Kind liegt in einem Kinderwagen, das mit Zeitungen – obenauf das Titelbild der Sun aus dem Jahr 1982 mit einer Schlagzeile zum Falklandkrieg – anstatt einer Decke zugedeckt ist. Aus früheren kurzen Szenen des Films weiß man schon, dass der Bräutigam von einer Gruppe schwarz Uniformierter erschossen wird. Schließlich versucht die Braut sich ihr Kleid vom Leib zu reißen und zu schneiden, und sie beginnt zu tanzen.

## Dreharbeiten
Der Film wurde auf Super-8-Film aufgenommen, und zwar sowohl aus wirtschaftlichen als auch aus ästhetischen Gründen. Erst nach Fertigstellung wurde der Film auf 35 mm umkopiert. Es gab kein formales Script. Die Schauspieler waren Freunde oder Liebhaber von Jarman, die er ohne Casting einlud, an dem Projekt mitzuarbeiten. Fast alle Drehs fanden ohne längere Vorausplanung in London und Liverpool statt.

## Filmmusik
Wie in fast allen Filmen von Jarman spielt auch in The Last of England Musik eine zentrale Rolle, die von Simon Fisher Turner komponiert wurde, der auch Jarmans Caravaggio, The Garden, Edward II und Blue musikalisch gestaltete. Darüber hinaus verwendete Jarman auch Stücke von anderen Musikern.
Die Filmmusik ist 1987 bei Mute Records auch als CD erschienen:
- Simon Turner Tonala (2:22)
- Simon Turner Autumn Leaf (3:27)
- Simon Turner Sketches of Luxembourg (1:24)
- Simon Turner The Last of England (2:24)
- Simon Turner Fina (1:41)
- Simon Turner Persistence of Memory (3:02)
- Simon Turner The Bridge (2:49)
- Simon Turner Hymn for Thatcher (7:04)
- Mayo Thompson/Albert Oehlen/Tilda Swinton Disco Death (3:25)
- Brian Gulland Springback (1:04)
- Barry Adamson Refugee Theme (15 Rounds) (4:41)
- Andy Gill In the Free World (4:47)
- Simon Turner Intro (00:20)
- Diamanda Galas The Thirteen Returns (5:03)
- Diamanda Galas Deliver Me (7:20)
- Simon Turner The Day After Tomorrow (2:16)
- Simon Turner Imprisoned Memories (1:44)
- Simon Turner Jets"/"The Dead Sea (5:54)
- Mayo Thompson/El Tito/Simon Turner Broadway Boy (1:26)
- John Dent/Simon Turner The National Grid (1:23)

## Kritiken
„Derek Jarman verbindet gesellschaftliche und private Erinnerungen, Fragmente seiner Familiengeschichte, dokumentarische Aufnahmen eines sich verändernden London, kleine Geschichten und Spielereien zu einem filmischen Essay über das nachindustrielle England. Vor allem angesichts der viktorianischen Vergangenheit wird der Verlust von Werten und die zunehmende Verstädterung der Gesellschaft sichtbar. Größtenteils auf Super-8-Material gedreht, das nach dem Überspielen auf Video auf Kinoformat aufgeblasen wurde, entstand ein beklemmender experimenteller Film voller ungewohnter filmischer Effekte. O.m.d.U.“

## Begleitbuch
Während der Dreharbeiten führte Jarman ein Tagebuch, das noch im Jahr 1987 unter dem Titel Kicking the Pricks in England veröffentlicht wurde. Jarman schildert darin seine Beweggründe, die ihn zu The Last of England veranlasst haben, aber auch seine Frustration, Geldgeber für sein Projekt zu finden, und die mangelnde Bereitschaft der britischen Fernsehanstalten zur Zusammenarbeit. Darüber hinaus geht er in dem Buch auf Themen ein, die nur indirekt etwas mit dem Film zu tun haben; etwa seine Kindheit, seine Sexualität, seine frühere Arbeit als Maler und Designer und das Verhältnis zu seinem Vater.
In Kicking the Pricks geht Jarman auch auf die Wahl des Filmtitels ein. Sein erster Arbeitstitel, den er auch während der gesamten Dauer der Dreharbeiten beibehielt, war The Dead Sea. Erst im Zuge der Post-Produktion änderte Jarman schlussendlich den Titel auf The Last of England.

## Auszeichnungen
Internationale Filmfestspiele Berlin 1988
- Teddy Award in der Kategorie Bester Spielfilm
- C.I.C.A.E Award in der Kategorie Forum of New Cinema

Los Angeles Film Critics Association
- Auszeichnung als bester Experimental/Independent Film